# Copa Libertadores 2018
Navigation
Édition précédente Édition suivante
La Copa Libertadores 2018 est la 59e édition de la Copa Libertadores. Le club vainqueur de la compétition est désigné champion d'Amérique du Sud 2018. Le vainqueur représente alors la CONMEBOL lors de la Coupe du monde de football des clubs 2018 et de la Recopa Sudamericana 2019.
Le tenant du titre est la formation brésilienne de Grêmio.

## Participants
| Nation                | Club                      | Mode de qualification                                         | Entrée en lice            |
| Argentine 6+1 équipes | CA Independiente          | Vainqueur Copa Sudamericana 2017                              | Phase de groupes          |
| Argentine 6+1 équipes | Boca Juniors              | Champion d'Argentine 2017                                     | Phase de groupes          |
| Argentine 6+1 équipes | River Plate               | Vice-champion 2017                                            | Phase de groupes          |
| Argentine 6+1 équipes | CA Tucumán                | Finaliste Coupe d'Argentine                                   | Phase de groupes          |
| Argentine 6+1 équipes | Estudiantes de La Plata   | 3e du championnat d'Argentine 2017                            | Phase de groupes          |
| Argentine 6+1 équipes | Racing Club               | 4e du championnat d'Argentine 2017                            | Phase de groupes          |
| Argentine 6+1 équipes | CA Banfield               | 5e du championnat d'Argentine 2017                            | Second tour préliminaire  |
| Bolivie 4 équipes     | The Strongest             | Vainqueur du Tournoi Apertura 2016                            | Phase de groupes          |
| Bolivie 4 équipes     | Club Bolívar              | Vainqueur du Tournoi Adecuación 2017                          | Phase de groupes          |
| Bolivie 4 équipes     | Jorge Wilstermann         | 3e du Tournoi Clausura 2017                                   | Second tour préliminaire  |
| Bolivie 4 équipes     | Oriente Petrolero         | Meilleure équipe du classement cumulé 2016-2017 non qualifiée | Premier tour préliminaire |
| Brésil 8 équipes      | Grêmio                    | Vainqueur de la Copa Libertadores 2017                        | Phase de groupes          |
| Brésil 8 équipes      | Corinthians               | Champion 2017                                                 | Phase de groupes          |
| Brésil 8 équipes      | Cruzeiro                  | Coupe du Brésil 2017                                          | Phase de groupes          |
| Brésil 8 équipes      | Palmeiras                 | Vice-champion du Brésil 2017                                  | Phase de groupes          |
| Brésil 8 équipes      | Santos FC                 | 3e du championnat du Brésil 2017                              | Phase de groupes          |
| Brésil 8 équipes      | Flamengo                  | 6e du championnat du Brésil 2017                              | Phase de groupes          |
| Brésil 8 équipes      | Vasco da Gama             | 7e du championnat du Brésil 2017                              | Second tour préliminaire  |
| Brésil 8 équipes      | Chapecoense               | 8e du championnat du Brésil 2017                              | Second tour préliminaire  |
| Chili 4 équipes       | Universidad de Chile      | Vainqueur du Tournoi Clausura 2017                            | Phase de groupes          |
| Chili 4 équipes       | Colo-Colo                 | Vainqueur du Tournoi de transition 2017                       | Phase de groupes          |
| Chili 4 équipes       | Santiago Wanderers        | Vainqueur de la Coupe du Chili 2017                           | Second tour préliminaire  |
| Chili 4 équipes       | Universidad de Concepción | Vainqueur du barrage Libertadores/Sudamericana                | Second tour préliminaire  |
| Colombie 4 équipes    | Atlético Nacional         | Vainqueur du Tournoi Apertura 2017                            | Phase de groupes          |
| Colombie 4 équipes    | Millonarios               | Vainqueur du Tournoi Clausura 2017                            | Phase de groupes          |
| Colombie 4 équipes    | Independiente Santa Fe    | 3e du classement cumulé du championnat de Colombie 2017       | Second tour préliminaire  |
| Colombie 4 équipes    | Atlético Junior           | Vainqueur Coupe de Colombie                                   | Second tour préliminaire  |
| Équateur 4 équipes    | Emelec                    | Champion d'Équateur 2017                                      | Phase de groupes          |
| Équateur 4 équipes    | Delfin SC                 | Vice-champion d'Équateur 2017                                 | Phase de groupes          |
| Équateur 4 équipes    | Independiente del Valle   | 1er du classement cumulé du championnat d'Équateur 2017       | Second tour préliminaire  |
| Équateur 4 équipes    | Macara                    | 2e du classement cumulé du championnat d'Équateur 2017        | Premier tour préliminaire |
| Paraguay 4 équipes    | Cerro Porteño             | Vainqueur du Championnat 2017                                 | Phase de groupes          |
| Paraguay 4 équipes    | Club Libertad             | 2e Championnat 2017                                           | Phase de groupes          |
| Paraguay 4 équipes    | Club Guaraní              | 1er du classement cumulé du championnat du Paraguay 2017      | Second tour préliminaire  |
| Paraguay 4 équipes    | Club Olimpia              | 2e du classement cumulé du championnat du Paraguay 2017       | Premier tour préliminaire |
| Pérou 4 équipes       | Club Alianza Lima         | Champion du Pérou 2017                                        | Phase de groupes          |
| Pérou 4 équipes       | Real Garcilaso            | Vice-champion du Pérou 2017                                   | Phase de groupes          |
| Pérou 4 équipes       | Melgar                    | 1er du Torneo de Verano 2017                                  | Second tour préliminaire  |
| Pérou 4 équipes       | Universitario             | 4e du championnat du Pérou 2017                               | Premier tour préliminaire |
| Uruguay 4 équipes     | Peñarol                   | Champion d'Uruguay 2017                                       | Phase de groupes          |
| Uruguay 4 équipes     | Defensor Sporting Club    | Vice-champion d'Uruguay 2017                                  | Phase de groupes          |
| Uruguay 4 équipes     | Club Nacional             | 3e du championnat d'Uruguay 2017                              | Second tour préliminaire  |
| Uruguay 4 équipes     | Montevideo Wanderers      | 4e du championnat d'Uruguay 2017                              | Premier tour préliminaire |
| Venezuela 4 équipes   | Monagas SC                | Champion du Venezuela 2017                                    | Phase de groupes          |
| Venezuela 4 équipes   | Club Deportivo Lara       | 2e du championnat du Venezuela 2017                           | Phase de groupes          |
| Venezuela 4 équipes   | Carabobo FC               | 1er du classement cumulé du championnat du Venezuela 2017     | Second tour préliminaire  |
| Venezuela 4 équipes   | Deportivo Táchira         | 2e du classement cumulé du championnat du Venezuela 2017      | Premier tour préliminaire |

## Compétition

### Premier tour préliminaire
Les équipes classées 4e des six nations les moins performantes (Bolivie, Uruguay, Équateur, Pérou, Paraguay et Venezuela) entrent en lice pour décrocher l'une des trois places pour le second tour préliminaire. Les rencontres ont lieu les 22 et 26 janvier 2018. Le tirage au sort a eu lieu le 20 décembre 2017 au Paraguay.
| Match | Équipe 1             | Résultat | Équipe 2          | Aller | Retour |
| ----- | -------------------- | -------- | ----------------- | ----- | ------ |
| Q1    | Montevideo Wanderers | 0 - 2    | Club Olimpia      | 0 - 0 | 0 - 2  |
| Q2    | Macara               | 1 - 1    | Deportivo Táchira | 1 - 1 | 0 - 0  |
| Q3    | Oriente Petrolero    | 3 - 3    | Universitario     | 2 - 0 | 1 - 3  |

### Deuxième tour préliminaire
Les trois équipes qualifiées rejoignent treize clubs entrant en lice lors de ce second tour. Les rencontres ont lieu entre le 30 janvier et le 6 février 2018.
| Match | Équipe 1                  | Résultat | Équipe 2                | Aller | Retour |
| ----- | ------------------------- | -------- | ----------------------- | ----- | ------ |
| 1     | Deportivo Táchira         | 2 - 3    | Independiente Santa Fe  | 2 - 3 | 0 - 0  |
| 2     | Chapecoense               | 0 - 2    | Club Nacional           | 0 - 1 | 0 - 1  |
| 3     | Oriente Petrolero         | 3 - 4    | Jorge Wilstermann       | 1 - 2 | 2 - 2  |
| 4     | Carabobo FC               | 1 - 6    | Club Guaraní            | 1- 0  | 0 - 6  |
| 5     | Club Olimpia              | 2 - 3    | Atlético Junior         | 1 - 0 | 1 - 3  |
| 6     | Universidad de Concepción | 0 - 6    | Vasco da Gama           | 0 - 4 | 0 - 2  |
| 7     | CA Banfield               | 3 - 3    | Independiente del Valle | 1 - 1 | 2 - 2  |
| 8     | Santiago Wanderers        | 2 - 1    | Melgar                  | 1 - 1 | 1 - 0  |

### Troisième tour préliminaire
Les huit clubs qualifiés s'affrontent pour déterminer les quatre équipes qualifiées pour la phase de groupes. Deux équipes éliminées à ce stade de la compétition sont repêchées en Copa Sudamericana 2018. Les rencontres aller ont lieu entre le 13 et le 15 février 2018, les rencontres retour entre le 20 et le 22 février 2018.
| Match | Équipe 1           | Résultat     | Équipe 2               | Aller | Retour |
| ----- | ------------------ | ------------ | ---------------------- | ----- | ------ |
| Q1    | Santiago Wanderers | 1 - 5        | Independiente Santa Fe | 1 - 2 | 0 - 3  |
| Q2    | CA Banfield        | 2 - 3        | Club Nacional          | 2 - 2 | 0 - 1  |
| Q3    | Vasco da Gama      | 4 - 4 (3-2p) | Jorge Wilstermann      | 4 - 0 | 0 - 4  |
| Q4    | Atlético Junior    | 1 - 0        | Club Guaraní           | 1 - 0 | 0 - 0  |

- Jorge Wilstermann et le CA Banfield sont repêchés en Copa Sudamericana 2018 en tant que meilleurs perdants de ce troisième tour préliminaire.

### Phase de groupes
Les quatre qualifiés via les tours préliminaires rejoignent les 28 équipes entrant en lice lors de la phase de poules. Les 32 formations sont réparties en huit poules de quatre et s'affrontent à deux reprises. Les deux premiers se qualifient pour les huitièmes de finale, les huit troisièmes sont repêchés en Copa Sudamericana 2018 et les quatrièmes sont éliminés.
Légende des classements
- Qualifié pour les huitièmes de finale
- Repêché en Copa Sudamericana 2018

#### Groupe 1
| Rang | Équipe                 | Pts | J | G | N | P | Bp | Bc | Diff |
| ---- | ---------------------- | --- | - | - | - | - | -- | -- | ---- |
| 1    | Grêmio                 | 14  | 6 | 4 | 2 | 0 | 13 | 2  | +11  |
| 2    | Cerro Porteño          | 13  | 6 | 4 | 1 | 1 | 8  | 8  | 0    |
| 3    | Defensor Sporting Club | 4   | 6 | 1 | 1 | 4 | 5  | 7  | -2   |
| 4    | Monagas SC             | 3   | 6 | 1 | 0 | 5 | 5  | 14 | -9   |

source CONMEBOL

#### Groupe 2
| Rang | Équipe               | Pts | J | G | N | P | Bp | Bc | Diff |
| ---- | -------------------- | --- | - | - | - | - | -- | -- | ---- |
| 1    | Atlético Nacional    | 10  | 6 | 3 | 1 | 2 | 9  | 3  | +6   |
| 2    | Colo-Colo            | 8   | 6 | 2 | 2 | 2 | 5  | 5  | 0    |
| 3    | Club Bolívar         | 8   | 6 | 2 | 2 | 2 | 6  | 9  | -3   |
| 4    | Delfín Sporting Club | 7   | 6 | 2 | 1 | 3 | 6  | 9  | -3   |

#### Groupe 3
| Rang | Équipe               | Pts | J | G | N | P | Bp | Bc | Diff |
| ---- | -------------------- | --- | - | - | - | - | -- | -- | ---- |
| 1    | Club Libertad        | 13  | 6 | 4 | 1 | 1 | 10 | 4  | +6   |
| 2    | CA Tucumán           | 10  | 6 | 3 | 1 | 2 | 7  | 6  | +1   |
| 3    | Penarol              | 9   | 6 | 3 | 0 | 3 | 8  | 5  | +3   |
| 4    | The Strongest La Paz | 3   | 6 | 1 | 0 | 5 | 3  | 13 | -10  |

#### Groupe 4
| Rang | Équipe            | Pts | J | G | N | P | Bp | Bc | Diff |
| ---- | ----------------- | --- | - | - | - | - | -- | -- | ---- |
| 1    | River Plate       | 12  | 6 | 3 | 3 | 0 | 6  | 3  | +3   |
| 2    | Flamengo          | 10  | 6 | 2 | 4 | 0 | 7  | 4  | +3   |
| 3    | Santa Fe          | 7   | 6 | 1 | 4 | 1 | 5  | 3  | +2   |
| 4    | Club Sport Emelec | 1   | 6 | 0 | 1 | 5 | 3  | 11 | -8   |

#### Groupe 5
| Rang | Équipe            | Pts | J | G | N | P | Bp | Bc | Diff |
| ---- | ----------------- | --- | - | - | - | - | -- | -- | ---- |
| 1    | Cruzeiro          | 11  | 6 | 3 | 2 | 1 | 15 | 5  | +10  |
| 2    | Racing Club       | 11  | 6 | 3 | 2 | 1 | 12 | 6  | +6   |
| 3    | Vasco da Gama     | 5   | 6 | 1 | 2 | 3 | 3  | 10 | -7   |
| 4    | Universidad Chile | 5   | 6 | 1 | 2 | 3 | 2  | 11 | -9   |

#### Groupe 6
| Rang | Équipe         | Pts | J | G | N | P | Bp | Bc | Diff |
| ---- | -------------- | --- | - | - | - | - | -- | -- | ---- |
| 1    | Santos FC      | 10  | 6 | 3 | 1 | 2 | 6  | 4  | +2   |
| 2    | Estudiantes    | 8   | 6 | 2 | 2 | 2 | 6  | 4  | +2   |
| 3    | Nacional       | 8   | 6 | 2 | 2 | 2 | 7  | 6  | +1   |
| 4    | Real Garcilaso | 6   | 6 | 1 | 3 | 2 | 2  | 7  | -5   |

#### Groupe 7
| Rang | Équipe                  | Pts | J | G | N | P | Bp | Bc | Diff |
| ---- | ----------------------- | --- | - | - | - | - | -- | -- | ---- |
| 1    | Corinthians             | 10  | 6 | 3 | 1 | 2 | 11 | 5  | +6   |
| 2    | CA Independiente        | 10  | 6 | 3 | 1 | 2 | 6  | 4  | +2   |
| 3    | Millonarios Fútbol Club | 8   | 6 | 2 | 2 | 2 | 7  | 4  | +3   |
| 4    | Club Deportivo Lara     | 6   | 6 | 2 | 0 | 4 | 5  | 16 | -11  |

#### Groupe 8
| Rang | Équipe            | Pts | J | G | N | P | Bp | Bc | Diff |
| ---- | ----------------- | --- | - | - | - | - | -- | -- | ---- |
| 1    | Palmeiras         | 16  | 6 | 5 | 1 | 0 | 14 | 3  | +11  |
| 2    | Boca Juniors      | 9   | 6 | 2 | 3 | 1 | 8  | 4  | +4   |
| 3    | Atlético Junior   | 7   | 6 | 2 | 1 | 3 | 5  | 8  | -3   |
| 4    | Club Alianza Lima | 1   | 6 | 0 | 1 | 5 | 1  | 13 | -12  |

### Phase finale

#### Classement des équipes qualifiées
| 1                                                       | Palmeiras         | 16 | +11 |
| 2                                                       | Grêmio            | 14 | +11 |
| 3                                                       | Club Libertad     | 13 | +6  |
| 4                                                       | River Plate       | 12 | +3  |
| 5                                                       | Cruzeiro          | 11 | +10 |
| 6                                                       | Corinthians       | 10 | +6  |
| 7                                                       | Atlético Nacional | 10 | +6  |
| 8                                                       | Santos FC         | 10 | +2  |
| 9                                                       | Cerro Porteño     | 13 | 0   |
| 10                                                      | Racing Club       | 11 | +6  |
| 11                                                      | Flamengo          | 10 | +3  |
| 12                                                      | CA Independiente  | 10 | +2  |
| 13                                                      | CA Tucumán        | 10 | +1  |
| 14                                                      | Boca Juniors      | 9  | +4  |
| 15                                                      | Estudiantes       | 8  | +2  |
| 16                                                      | Colo-Colo         | 8  | 0   |
| Légende: - Vainqueurs de groupe. - Deuxièmes de groupe. |                   |    |     |

#### Tableau final
Les matchs de la phase finale des huitièmes, quarts et demi finales sont à élimination directe. En cas de match nul sur le score cumulé, une séance de tirs au but est directement jouée pour déterminer le vainqueur, sans passer par une prolongation.
Le tirage au sort sera effectué le 4 juin 2018, les vainqueurs des poules sont placés dans le pot 1 et les deuxièmes dans le pot 2.
|  | Huitièmes de finale | Huitièmes de finale | Huitièmes de finale |                  |   | Quarts de finale | Quarts de finale | Quarts de finale |  |  | Demi-finales | Demi-finales | Demi-finales |  |  | Finale | Finale | Finale |
|  |                     |                     |                     |                  |   |                  |                  |                  |  |  |              |              |              |  |  |        |        |        |
|  |                     |                     |                     |                  |   |                  |                  |                  |  |  |              |              |              |  |  |        |        |        |
|  |                     |                     |                     |                  |   |                  |                  |                  |  |  |              |              |              |  |  |        |        |        |
|  | Boca Juniors        | 2                   | 4                   |                  |   |                  |                  |                  |  |  |              |              |              |  |  |        |        |        |
|  | Boca Juniors        | 2                   | 4                   |                  |   |                  |                  |                  |  |  |              |              |              |  |  |        |        |        |
|  | Club Libertad       | 0                   | 2                   |                  |   |                  |                  |                  |  |  |              |              |              |  |  |        |        |        |
|  | Club Libertad       | 0                   | 2                   | Boca Juniors     | 2 | 1                |                  |                  |  |  |              |              |              |  |  |        |        |        |
|  |                     |                     |                     | Boca Juniors     | 2 | 1                |                  |                  |  |  |              |              |              |  |  |        |        |        |
|  |                     | Cruzeiro            | 0                   | 1                |   |                  |                  |                  |  |  |              |              |              |  |  |        |        |        |
|  | Flamengo            | Cruzeiro            | 0                   | 1                | 0 | 1                |                  |                  |  |  |              |              |              |  |  |        |        |        |
|  | Flamengo            |                     |                     |                  | 0 | 1                |                  |                  |  |  |              |              |              |  |  |        |        |        |
|  | Cruzeiro            | 2                   | 0                   |                  |   |                  |                  |                  |  |  |              |              |              |  |  |        |        |        |
|  | Cruzeiro            | 2                   | 0                   | Boca Juniors     | 2 | 2                |                  |                  |  |  |              |              |              |  |  |        |        |        |
|  |                     |                     |                     | Boca Juniors     | 2 | 2                |                  |                  |  |  |              |              |              |  |  |        |        |        |
|  |                     | Palmeiras           | 0                   | 2                |   |                  |                  |                  |  |  |              |              |              |  |  |        |        |        |
|  | Cerro Porteño       | Palmeiras           | 0                   | 2                | 0 | 1                |                  |                  |  |  |              |              |              |  |  |        |        |        |
|  | Cerro Porteño       |                     |                     |                  | 0 | 1                |                  |                  |  |  |              |              |              |  |  |        |        |        |
|  | Palmeiras           | 2                   | 0                   |                  |   |                  |                  |                  |  |  |              |              |              |  |  |        |        |        |
|  | Palmeiras           | 2                   | 0                   | Colo-Colo        | 0 | 0                |                  |                  |  |  |              |              |              |  |  |        |        |        |
|  |                     |                     |                     | Colo-Colo        | 0 | 0                |                  |                  |  |  |              |              |              |  |  |        |        |        |
|  |                     | Palmeiras           | 2                   | 2                |   |                  |                  |                  |  |  |              |              |              |  |  |        |        |        |
|  | Colo-Colo           | Palmeiras           | 2                   | 2                | 1 | 1                |                  |                  |  |  |              |              |              |  |  |        |        |        |
|  | Colo-Colo           |                     |                     |                  | 1 | 1                |                  |                  |  |  |              |              |              |  |  |        |        |        |
|  | Corinthians         | 0                   | 2                   |                  |   |                  |                  |                  |  |  |              |              |              |  |  |        |        |        |
|  | Corinthians         | 0                   | 2                   | Boca Juniors     | 2 | 1                |                  |                  |  |  |              |              |              |  |  |        |        |        |
|  |                     |                     |                     | Boca Juniors     | 2 | 1                |                  |                  |  |  |              |              |              |  |  |        |        |        |
|  |                     | River Plate         | 2                   | 3                |   |                  |                  |                  |  |  |              |              |              |  |  |        |        |        |
|  | CA Tucumán          | River Plate         | 2                   | 3                | 2 | 0                |                  |                  |  |  |              |              |              |  |  |        |        |        |
|  | CA Tucumán          |                     |                     |                  | 2 | 0                |                  |                  |  |  |              |              |              |  |  |        |        |        |
|  | Atlético Nacional   | 0                   | 1                   |                  |   |                  |                  |                  |  |  |              |              |              |  |  |        |        |        |
|  | Atlético Nacional   | 0                   | 1                   | CA Tucumán       | 0 | 0                |                  |                  |  |  |              |              |              |  |  |        |        |        |
|  |                     |                     |                     | CA Tucumán       | 0 | 0                |                  |                  |  |  |              |              |              |  |  |        |        |        |
|  |                     | Grêmio              | 2                   | 4                |   |                  |                  |                  |  |  |              |              |              |  |  |        |        |        |
|  | Estudiantes         | Grêmio              | 2                   | 4                | 2 | 1 (3)            |                  |                  |  |  |              |              |              |  |  |        |        |        |
|  | Estudiantes         |                     |                     |                  | 2 | 1 (3)            |                  |                  |  |  |              |              |              |  |  |        |        |        |
|  | Grêmio              | 1                   | 2 (5)               |                  |   |                  |                  |                  |  |  |              |              |              |  |  |        |        |        |
|  | Grêmio              | 1                   | 2 (5)               | River Plate      | 0 | 2                |                  |                  |  |  |              |              |              |  |  |        |        |        |
|  |                     |                     |                     | River Plate      | 0 | 2                |                  |                  |  |  |              |              |              |  |  |        |        |        |
|  |                     | Grêmio              | 1                   | 1                |   |                  |                  |                  |  |  |              |              |              |  |  |        |        |        |
|  | CA Independiente    | Grêmio              | 1                   | 1                | 3 | 0                |                  |                  |  |  |              |              |              |  |  |        |        |        |
|  | CA Independiente    |                     |                     |                  | 3 | 0                |                  |                  |  |  |              |              |              |  |  |        |        |        |
|  | Santos FC           | 0                   | 0                   |                  |   |                  |                  |                  |  |  |              |              |              |  |  |        |        |        |
|  | Santos FC           | 0                   | 0                   | CA Independiente | 0 | 1                |                  |                  |  |  |              |              |              |  |  |        |        |        |
|  |                     |                     |                     | CA Independiente | 0 | 1                |                  |                  |  |  |              |              |              |  |  |        |        |        |
|  |                     | River Plate         | 0                   | 3                |   |                  |                  |                  |  |  |              |              |              |  |  |        |        |        |
|  | Racing Club         | River Plate         | 0                   | 3                | 0 | 0                |                  |                  |  |  |              |              |              |  |  |        |        |        |
|  | Racing Club         |                     |                     |                  | 0 | 0                |                  |                  |  |  |              |              |              |  |  |        |        |        |
|  | River Plate         | 0                   | 3                   |                  |   |                  |                  |                  |  |  |              |              |              |  |  |        |        |        |
|  | River Plate         | 0                   | 3                   |                  |   |                  |                  |                  |  |  |              |              |              |  |  |        |        |        |

• Note 1 : L'équipe indiquée en première position de chaque match joue le match aller à domicile.

#### Huitièmes de finale
| Équipe           | Aller | Total         | Retour | Équipe            |
| ---------------- | ----- | ------------- | ------ | ----------------- |
| Racing Club      | 0 - 0 | 0 - 3         | 0 - 3  | River Plate       |
| Colo-Colo        | 1 - 0 | 2E - 2        | 1 - 2  | Corinthians       |
| Flamengo         | 0 - 2 | 1 - 2         | 1 - 0  | Cruzeiro          |
| Estudiantes      | 2 - 1 | 3 - 3 3-5 tab | 1 - 2  | Grêmio            |
| CA Tucuman       | 2 - 0 | 2 - 1         | 0 - 1  | Atlético Nacional |
| Boca Juniors     | 2 - 0 | 6 - 2         | 4 -2   | Club Libertad     |
| Cerro Porteño    | 0 - 2 | 1 - 2         | 1 - 0  | Palmeiras         |
| CA Independiente | 3 - 0 | 3 - 0         | 0 - 0  | Santos FC         |

#### Quarts de finale
| Équipe           | Aller | Total | Retour | Équipe      |
| ---------------- | ----- | ----- | ------ | ----------- |
| CA Independiente | 0 - 0 | 1 - 3 | 1 - 3  | River Plate |
| Colo-Colo        | 0 - 2 | 0 - 4 | 0 - 2  | Palmeiras   |
| Boca Juniors     | 2 - 0 | 3 - 1 | 1 - 1  | Cruzeiro    |
| CA Tucuman       | 0 - 2 | 0 - 6 | 0 - 4  | Grêmio      |

#### Demi-finales
| Équipe       | Aller | Total  | Retour | Équipe    |
| ------------ | ----- | ------ | ------ | --------- |
| River Plate  | 0 - 1 | 2E - 2 | 2 - 1  | Grêmio    |
| Boca Juniors | 2 - 0 | 4 - 2  | 2 - 2  | Palmeiras |

#### Finale
La finale se joue en deux rencontres où l'équipe la mieux classée à l'issue de la phase de groupes reçoit lors de la manche retour. Si, à l'issue de la double confrontation, les deux équipes ne peuvent se départager, alors la règle du but à l'extérieur ne s'applique pas et une période de prolongation de deux fois 15 minutes est jouée, puis une séance de tirs au but si l'égalité persiste.
Cette année a lieu une finale 100% argentine qui oppose le club de Boca Juniors à River Plate pour un Superclásico. La finale aller a lieu, à La Bombonera, le stade de Boca Juniors. La finale retour est programmée le 28 novembre, mais la tenue du Sommet du G20 deux jours plus tard dans la capitale argentine Buenos Aires, pourrait conduire la CONMEBOL à reporter la rencontre au 5 décembre, ou à l'avancer au 21 novembre, au stade Monumental Antonio Vespucio Liberti de River Plate.
Les dates du 10 et 24 novembre sont finalement retenues. La finale aller est reportée au 11 novembre en raison des conditions météorologiques.
La finale retour est reportée à une date indéterminée à la suite de l'attaque du bus de Boca Juniors. Finalement, la CONMEBOL porte son choix sur le stade Santiago-Bernabéu à Madrid, en Espagne. La rencontre est prévue cette fois le 9 décembre.
| Équipe       | Aller | Total | Retour | Équipe      |
| ------------ | ----- | ----- | ------ | ----------- |
| Boca Juniors | 2 - 2 | 3 - 5 | 1 - 3  | River Plate |

| 11 novembre 2018 | Boca Juniors                                   | 2 - 2   | River Plate                            | La Bombonera Buenos Aires, Argentine           |                                                |
| 16h00 (UTC-3)    | Ábila 34e · ( Villa) Benedetto 45+1e           | (2 - 1) | 35e Pratto · 61e (csc) Izquierdoz (en) | Spectateurs : 49 000 Arbitrage : Roberto Tobar | Spectateurs : 49 000 Arbitrage : Roberto Tobar |
| 16h00 (UTC-3)    | Jara 37e · Villa 43e · Ábila 48e · Tévez 90+5e | Rapport | 67e Casco · 75e Borré                  | Spectateurs : 49 000 Arbitrage : Roberto Tobar | Spectateurs : 49 000 Arbitrage : Roberto Tobar |

| 9 décembre 2018 | River Plate                                                                          | 3 - 1 a.p.            | Boca Juniors                                   | Stade Santiago-Bernabéu Madrid, Espagne       |                                               |
| 20h30 (UTC+1)   | ( Fernández (en)) Pratto 68e · ( Mayada) Quintero 109e · ( Quintero) Martínez 120+2e | (0 - 1, 1 - 1, 1 - 1) | 44e Benedetto (Nández )                        | Spectateurs : 62 000 Arbitrage : Andrés Cunha | Spectateurs : 62 000 Arbitrage : Andrés Cunha |
| 20h30 (UTC+1)   | Ponzio 27e · Fernández (en) 80e · Maidana 82e · Casco 120+1e                         | Rapport               | 42e Pérez (es) · 86e, 91e Barrios · 120e Tévez | Spectateurs : 62 000 Arbitrage : Andrés Cunha | Spectateurs : 62 000 Arbitrage : Andrés Cunha |

## Classement des buteurs
Classement des buteurs.
| Rang | Joueur           | Equipe                 | Buts |
| ---- | ---------------- | ---------------------- | ---- |
| 1    | Miguel Borja     | Palmeiras              | 9    |
| 1    | Wilson Morelo    | Independiente Santa Fe | 9    |
| 3    | Jádson           | Corinthians            | 6    |
| 4    | Ramón Ábila      | Boca Juniors           | 5    |
| 4    | Darío Benedetto  | Boca Juniors           | 5    |
| 4    | Óscar Cardozo    | Club Libertad          | 5    |
| 4    | Lautaro Martínez | Racing Club            | 5    |
| 4    | Lucas Pratto     | River Plate            | 5    |
| 4    | Sassá            | Cruzeiro               | 5    |
| 4    | Everton Soares   | Grêmio                 | 5    |
| 4    | Thiago Neves     | Cruzeiro               | 5    |